# Wielbark
Wielbark (em alemão: Willenberg) é um município da Polônia, na voivodia da Vármia-Masúria, condado de Szczytno e sede da comuna de Wielbark. Estende-se por uma área de 1,84 km², com 2 911 habitantes, segundo os censos de 2011, com uma densidade de 1582,1 hab/km².
Está localizado no sul da Masúria, na confluência do rio Sawica com o  Omulew, cercado por florestas. Há uma estação de trem (linha Ostrołęka-Olsztyn, Wielbark-Nidzica), ponto de ônibus, farmácia, centro de saúde, correios, lojas, taberna, posto de gasolina; antigamente havia um cinema.
Wielbark obteve os direitos de cidade em 1723 e os perdeu em 1946. A cidade recuperou seus direitos em 1 de janeiro de 2019.

## História
Wielbark foi fundado pelo comendador teutônico Frederick von Willenberg (1317–1327). Primeiro, a atalaia teutônica, chamada Wildhaus, foi construída. Um assentamento de apicultores e metalúrgicos foi se formando em torno dela (produção de carvão vegetal e alcatrão). O povoado recebeu o nome da atalaia. Em 1361, um procurador de Wielbark foi mencionado nos documentos.
O castelo de pedra foi construído no final do século XIV. Era usado pelo príncipe Albrecht, depois caiu em ruínas. Sobre as ruínas foi erguido edifício do domínio real em meados do século XVIII - mais tarde nele se instalou a prefeitura. No final do século XIV, os apicultores, mais tarde os estalajadeiros e metalúrgicos formaram unidades de assentamento separadas: Bartniki, Rudy e a vila de Karczmarska, que juntamente com Ostrówek (ou seja, o antigo castelo) formaram Wielbark dentro de suas fronteiras atuais (Ruda, Karczmarska e Ostrówko Village, incluídas em 21 de julho de 1723). Entre 1466 e 1657, a cidade estava sob a soberania da Coroa do Reino da Polônia como um feudo.
O povoado estava situado perto da fronteira polonesa, na rota Varsóvia-Kaliningrado, o que era propício ao seu desenvolvimento. Confecções de tecidos e tecelagem se instalaram em Wielbark. Em 1637, o assentamento era habitado por até 11 proprietários com nomes poloneses (Miech, Sójka, Mazurek, Kuchta, Kaczmarczyk, Pakuła, Sęder, Sikora, Patoła, Lejko e Zabiegaj). Em 1723. O assentamento recebeu os direitos da cidade - inicialmente sem os apicultores, que foram anexados à cidade depois de 1745. E desde então era chamado de subúrbio de Varsóvia. Em 1747, Wielbark obteve o direito de organizar 3 feiras anuais. Em termos de população, era uma das menores cidades da Masúria.

### Séculos XIX-XX

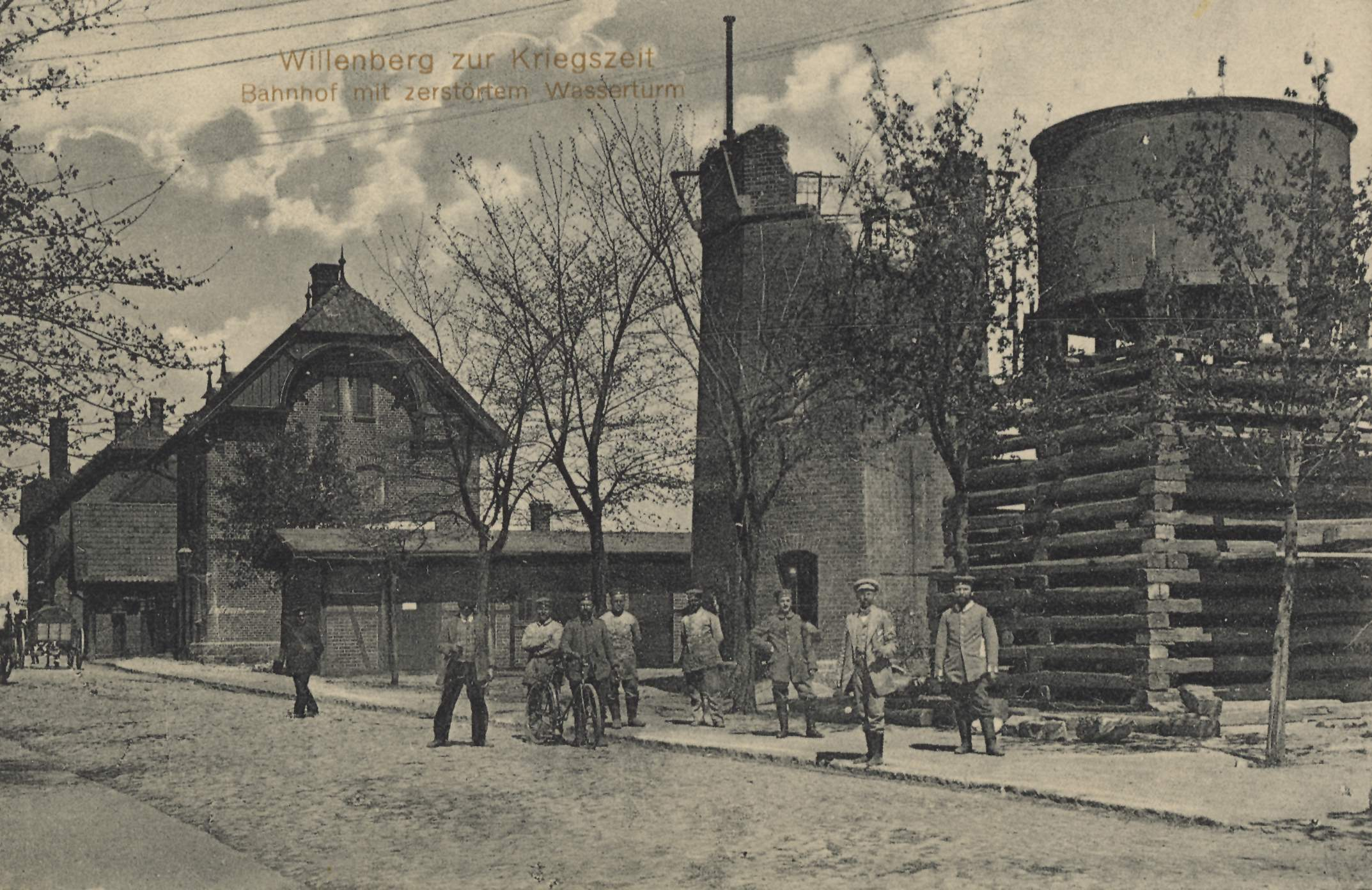
Primeira Guerra Mundial: estação de trem com a torre de água destruída

Os arredores eram conhecidos no século XIX pela exploração do âmbar. Durante as Guerras Napoleônicas, de 21 de janeiro a 2 de fevereiro de 1807, Napoleão Bonaparte ficou alojado em Wielbark. Mais tarde, em 1813, o czar Alexandre I se alojou aqui durante a Revolta de Janeiro (1863). As armas para os insurgentes foram enviadas por Wielbark. Em 1871, a cidade estava dentro das fronteiras da Alemanha.
Nos anos de 1872 a 1887, o padre da paróquia católica de Wielbark, Jan Szadowski, ativista religioso e social, defensor da língua polonesa, apresentou uma petição às autoridades prussianas exigindo que o idioma polonês fosse mantido nas escolas populares. Ele iniciou a construção de uma igreja católica em Wielbark.
Durante a Primeira Guerra Mundial, a cidade foi ocupada duas vezes pelo exército russo. Em 1920, o exército bolchevique em fuga da Polônia passou pela cidade. Em setembro de 1939, o entroncamento ferroviário em Wielbark foi bombardeado por aviões poloneses do 41.º Esquadrão de Reconhecimento.
Em 1946, a cidade foi incorporada à recém-criada voivodia de Olsztyn, na Polônia do pós-guerra, à qual pertencia à reforma administrativa em 1998. Devido a danos significativos causados em 1945, a cidade perdeu seus direitos. Por um curto período de tempo após o término da guerra, um importante ponto de transbordo de repatriados das Fronteiras Orientais operou aqui.

## Monumentos históricos

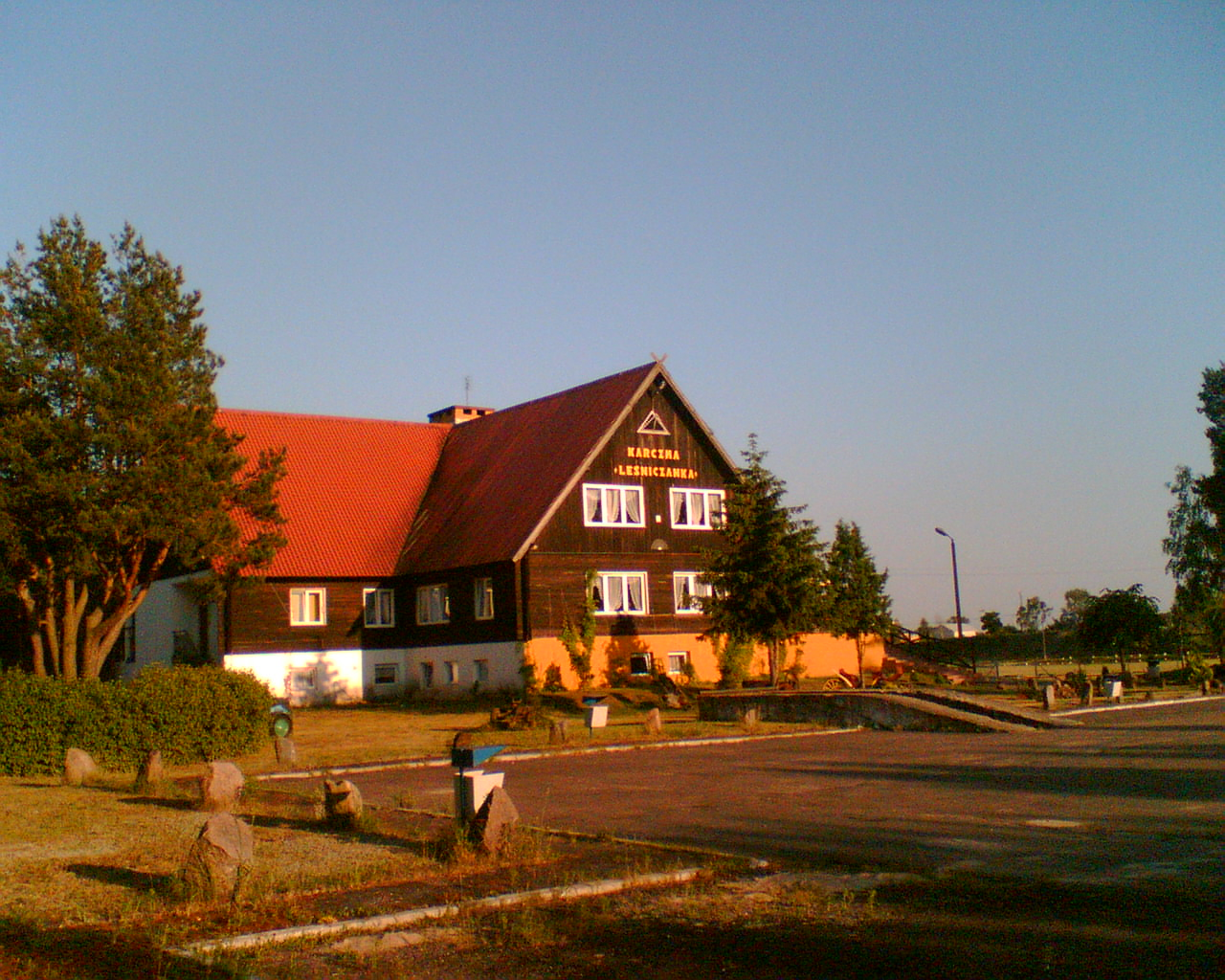
Uma pousada em Wielbark

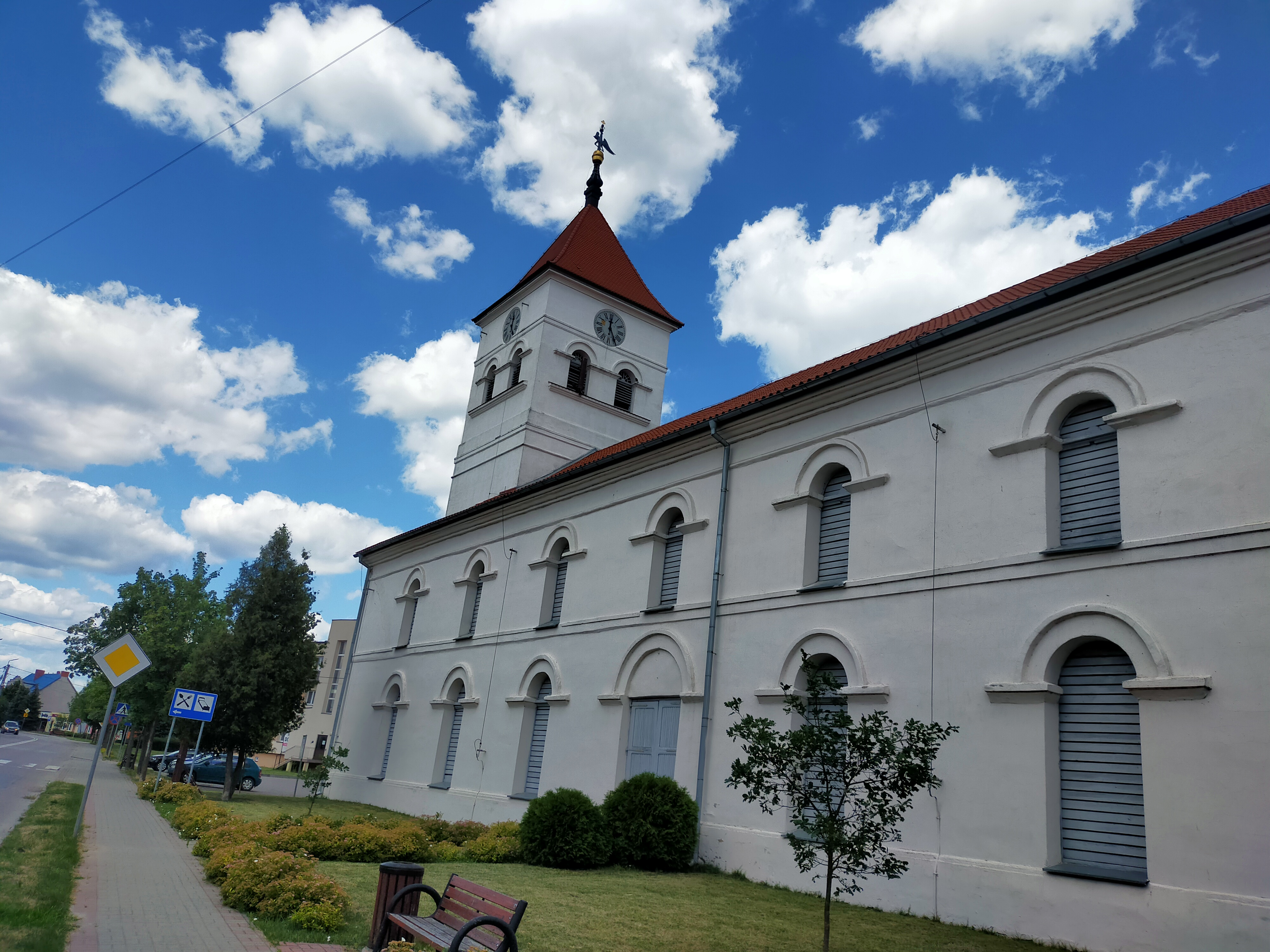
Igreja evangélica

- Igreja evangélica, um antigo templo construído em 1721, foi demolida em 1819, e uma nova igreja foi construída em 1823-1827 (de acordo com o projeto do arquiteto de Berlim, Karl Friedrich Schinkel e construída pelo mestre Schimmelpfennig), usando elementos mais antigos. Atualmente não usada. É um edifício amplo e interno com uma torre projetada para o oeste, consagrada em 27 de setembro de 1827, um dos exemplos mais bonitos da tendência clássica e eclética de Karol Fryderyk Schinkel na arquitetura prussiana contemporânea.
- Igreja católica neogótica de São João Nepomuceno, construída em 1879-1880. O teto em vigas de madeira e mísulas, mobiliário neogótico, vitrais feitos na década de 1960 por Stanisław Powalisz de Poznań.
- Casas do século XIX.
- Capela neogótica de 1885 (ao lado da igreja), feita de tijolo vermelho, com uma placa de mármore.
- Parque.
- Cemitério de guerra (caminho para Jedwabno) com sepulturas de 399 soldados do exército alemão e russo que morreram no local.
- Cemitério de guerra (na floresta) para soldados que morreram principalmente de cólera (145 soldados principalmente do exército russo).
- Antigo cemitério protestante com sepulturas de soldados.

## Transportes
Em Wielbark há uma estação de trem. Atualmente, existe uma conexão ferroviária com Szczytno. Existem dois trens por dia.
De 1 de janeiro a 8 de junho de 2013, Wielbark tinha uma conexão ferroviária com Szczytno, mas a partir de 9 de junho as conexões foram suspensas. Também possui muitas conexões de ônibus com várias cidades da Polônia. Em 13 de outubro de 2016, o Mercado Ferroviário anunciou que, a partir de 29 de outubro de 2016, as conexões ferroviárias com Olsztyn seriam restauradas.

## Indústria
Em Wielbark, há a fábrica da Ikea e duas serrarias menores.